# Cyprinodon rubrofluviatilis
Cyprinodon rubrofluviatilis är en fiskart som beskrevs av Fowler, 1916. Cyprinodon rubrofluviatilis ingår i släktet Cyprinodon och familjen Cyprinodontidae. Inga underarter finns listade i Catalogue of Life.